# Jean-Jacques Bachelier
Jean-Jacques Bachelier (París, 1724-París, 13 de abril de 1806) fue un pintor y escritor francés, director de la manufactura de porcelana de Sèvres.

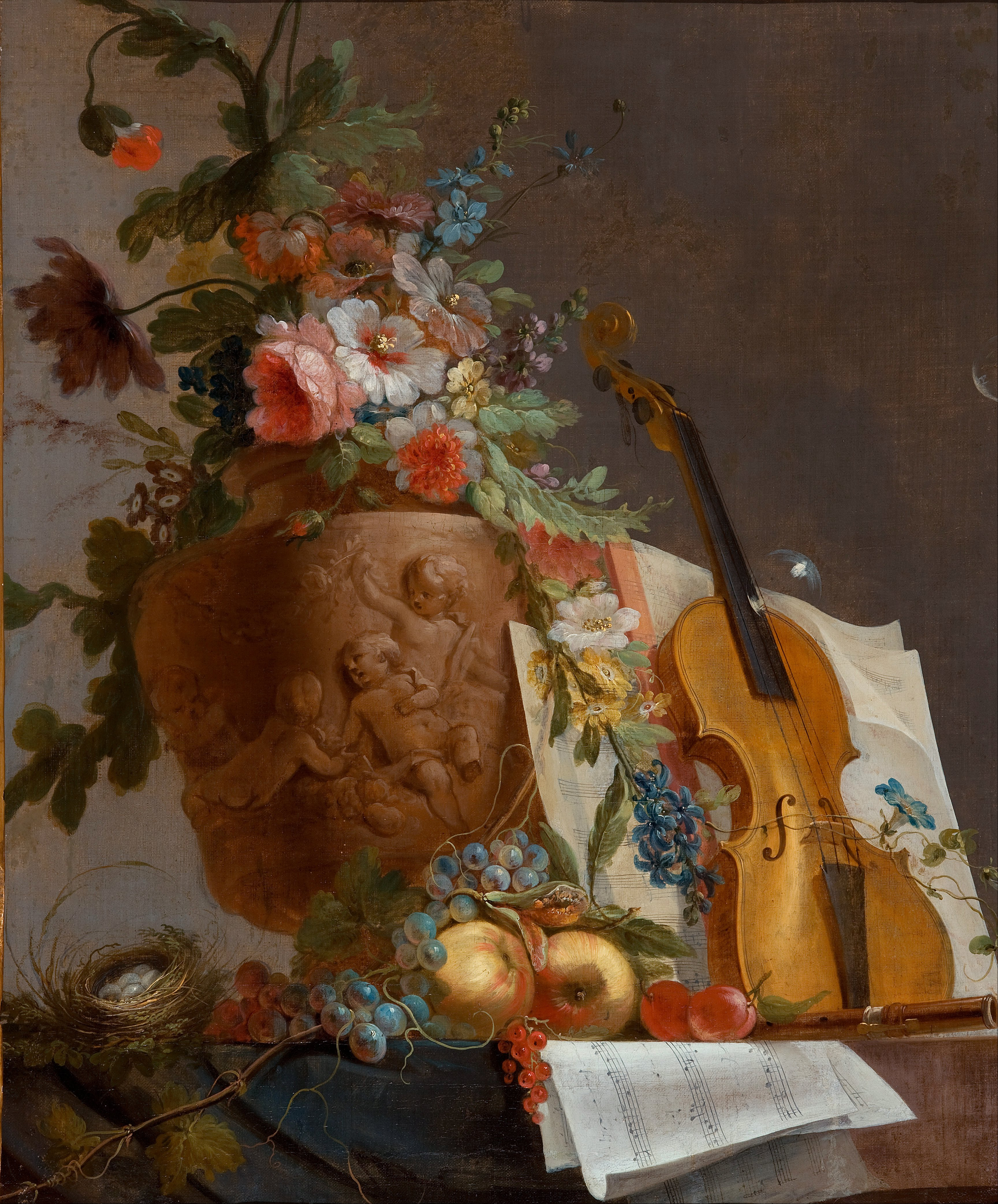
Bodegón con flores y violín,óleo sobre lienzo, 88,90 x 73,70 cm, Adelaida, Art Gallery of South Australia.

## Biografía
Discípulo de Jean-Baptiste Marie Pierre, fue pintor de naturalezas muertas, animales y flores. Destacó en particular en la pintura de flores, un género poco cultivado por los profesores de la Académie a mediados del siglo XVIII, lo que le valió una pensión real en 1749. Agregado a la Académie Royale de Peinture et de Sculpture a propuesta de Jean-Baptiste Oudry en 1750, en 1752 fue admitido en ella en calidad de pintor de flores y en 1763 obtuvo el título de pintor de historia. 
En su trabajo Bachelier sintió gran curiosidad por los problemas técnicos. En 1755 redescubrió la técnica de pintura a la cera; inventó un nuevo blanco de plomo en 1790 y en 1793 un instrumento para grabar en espejo. Con su técnica de pintura a la cera pintó la Fábula del caballo y el lobo, desaparecida durante la Primera Guerra Mundial, o la Resurrección de Jesús para la iglesia de San Sulpicio de París, desaparecida tras la Revolución. 
En 1755 fue nombrado decorador de los Bâtiments du roi. Ese mismo año murió Oudry y Bachelier fue reconocido como su sucesor, recibiendo numerosos encargos reales con ese título. Con Oudry, cuya influencia es acusada en sus bodegones, y Alexandre-François Desportes participó en las decoraciones del palacio real de Choisy-le-Roi. En 1762 pintó seis grandes lienzos para el Ministerio de Asuntos Exteriores en Versalles, desaparecidas en 1782 y reencontradas en 1984 en el museo de Villefranche-sur-Saône.

### Influencia en las artes decorativas
Bachelier fue jefe de modeladores de la manufactura de Vincennes, precedente de la manufactura de Sèvres, y en 1751 fue nombrado su director artístico por Jean-Baptiste de Machault de Arnouville. Bajo su dirección se produjo una importante modificación en la decoración de las piezas al pedir a François Boucher y  Jean-Baptiste Oudry que proporcionasen modelos modelos para las figuritas de porcelana producidas en la fábrica. Al trasladarse a Sèvres en 1756 Bachelier continuó su actividad en ella hasta 1793. 
En 1753 abrió una academia privada relacionada con esta actividad y en 1765 fundó una escuela gratuita de dibujo para artesanos, invirtiendo en ella sus propios ahorros, establecida en el histórico collège d'Autun (rue de l'école de médecine). Convertida en escuela real, por concesión de Luis XV, en 1767, tras diversos cambios de nombre la escuela acabará dando lugar a la Escuela Nacional Superior de las Artes Decorativas. 
En julio de 1770 fue además designado profesor de la École des beaux-arts de Paris en sustitución de Jean-Baptiste Pigalle y confirmado en el puesto el 30 de noviembre de 1794.

### Obras escritas
- Histoire et secret de la peinture à la cire, contre le sentiment du comte de Caylus. París 1755
- Discours sur l'utilité des écoles élémentaires en faveur des arts mécaniques, discurso pronunciado el 10 de septiembre de 1766 con motivo de la apertura de la escuela gratuita de dibujo, Imprimerie nationale, 1789, reeditada en 1792.
- Mémoire sur l'école gratuite de dessin, 1774
- Mémoire historique sur la Manufacture nationale de France escrita en 1781, reeditada en 1878 por Simon, París.
- Mémoire sur l'éducation des filles, Imprimerie Nationale, 1789
- Projet d'un cours public des arts et métiers, Imprimerie Nationale, 1789
- Mémoire sur les moyens d'établir avec économie le plus grand nombre d'écoles primaires et secondaires, Imprimerie nationale, 1792
- Mémoire historique de l'origine et des progrès de la manufacture nationale de porcelaine de France, 1799, reedición de M. Grouellin en 1878.